# Bogdan Czupryn
Bogdan Kazimierz Czupryn (ur. 20 czerwca 1957 w Chojnie) – polski duchowny katolicki, doktor filozofii. 
Święcenia kapłańskie przyjął 6 czerwca 1982 w Katedrze Płockiej z rąk bpa Bogdana Sikorskiego. 
Od 28 lutego 1986 r. profesor Wyższego Seminarium Duchownego w Płocku, w okresie 1 września 2005-30 czerwca 2007 rektor tej uczelni.
Wykłada także na Katolickim Uniwersytecie Lubelskim.